# Foresta di Zitter
La foresta di Zitter (tedesco: Zitterwald) si trova nella regione dell'Eifel nel distretto tedesco di Euskirchen (Renania Settentrionale-Vestfalia) e nella provincia belga di Liegi (Vallonia). Il suo punto più alto è a 692 m sul livello del mare.

## Descrizione
La foresta di Zitter si trova nella zona dell'Eifel settentrionale tra Hellenthal (nord), Dahlem (est), Kronenburg (sud) e il villaggio belga di Büllingen (ovest). La foresta fa parte del parco naturale di Hohes Venn - Eifel. A nord il parco nazionale dell'Eifel confina con la foresta di Zitter; a sud il fiume Kyll ne è il confine così come la zona Schnee Eifel.
Negli altopiani poco popolati e prevalentemente boscosi della foresta di Zitter tra 500 e 692 m sopra il livello del mare si trovano le sorgenti di Olef, Urft e Kyll. La sua massima elevazione è sul Weißer Stein (692 m, con piste da sci) a sud-ovest di Udenbreth; tra le altre valli all'interno della foresta di Zitter si trovano il Bärbelkreuz (662,8 m), l'Hühnerhöhe (659,9 m), il Kamberg (637,8 m).
I villaggi e gli insediamenti di Hellenthal - come Giescheid, Miescheid, Neuhaus, Ramscheid e Udenbreth - nella parte settentrionale della foresta di Zitter appartengono alle più elevate comunità della Renania.
La foresta di Zitter è uno degli ultimi habitat del gatto selvatico in Germania.
La torre di trasmissione Eifel-Bärbelkreuz (Sendeturm Eifel-Bärbelkreuz) si trova all'interno della foresta di Zitter.